# Selma Blair
Selma Blair Beitner (Southfield, 23 de junho de 1972) é uma atriz americana. Após diversos papéis coadjuvantes na década de 1990, estrelou o filme Cruel Intentions e a série de televisão Zoe, Duncan, Jack and Jane, de curta duração, em 1999. Desde então teve papéis notáveis em filmes como Legally Blonde (2001), The Sweetest Thing (2002) e Hellboy (2004), entre outros. Entre 2008 e 2009, desempenhou o papel principal de Kim em Kath & Kim, um remake de uma sitcom australiana homônima.
Em 2012, Blair foi protagonista ao lado de Charlie Sheen da série Anger Management, no qual ela participou da série até o início do ano seguinte. Lançou recentemente uma nova linha de bolsas e carteiras chamado SB, desenhados por ela mesma. Foi eleita uma das "100 mulheres mais inspiradoras e influentes do mundo em 2022" pela BBC.

## Biografia
Nascida em Southfield, Michigan, nos Estados Unidos, filha de Molly Ann, uma juíza, e Elliot Beitner. Tem três irmãs mais velhas, Katherine, Elizabeth e Marie, e frequentou a Hillel Day School, uma escola judaica em Farmington Hills, Michigan, além da escola Cranbrook Kingswood, em Bloomfield Hills. Posteriormente frequentou o Kalamazoo College, e transferiu-se então para a Universidade do Michigan, onde se formou em 1994.

## Carreira

### Os primeiros trabalhos (1990-1998)
Após o treinamento no Conservatório Stella Adler, Selma foi descoberta por um agente; uma semana depois, recebeu seu cartão de sócio do Sindicato dos Atores, e fez sua primeira aparição em uma propaganda de televisão para um teatro em Virgínia. Depois disso, começou a atuar e em meados da década de 1990 ganhou seu primeiro papel profissional, num episódio de 1995 da sitcom The Adventures of Pete & Pete.
Ganhou seu primeiro papel principal na série de TV de fantasia Amazon High, com Karl Urban, cancelada depois de um episódio; mais tarde foi transmitida no episódio "Força Vital" da série Xena: Warrior Princess.
Em 1996 conseguiu seu primeiro papel no cinema, em The Broccoli Theory, uma comédia nada romântica; mais tarde, em 1998 Selma teve seu primeiro papel no cinema no drama familiar No Laughing Matter, como uma adolescente grávida. Posteriormente apareceu em vários filmes independentes, como Debutante com Josh Hartnett, Girl, ao lado de Dominique Swain, Brown's Requiem, baseado no romance policial de mesmo nome e Strong Island Boys, baseada em fatos reais sobre uma gangue de rua.

### Sucesso (1999-2009)
O sucesso de Selma veio em 1999, quando a atriz estrelou com Sarah Michelle Gellar, Ryan Phillippe e Reese Witherspoon, o filme Cruel Intentions, no qual interpretou uma garota inocente cujos colegas tentam arruinar a reputação. Por este filme ganhou o prêmio de melhor beijo, com Sarah Michelle Gellar, no MTV Movie Awards, e foi indicada ao prêmio MTV Movie Awards de melhor performance feminina de novata.
De 1999 a 2000 Selma Blair interpretou Zoe Bean em Zoe, Duncan, Jack and Jane, que, na primeira temporada, seguia a vida de quatro colegas do ensino médio. Na segunda temporada a série passou a se chamar apenas Zoe e seguia a personagem de Selma alguns anos mais tarde, como uma universitária estudando psicologia. Pelo papel foi indicada para o Teen Choice Awards.
Em 2000 Selma ganhou o prêmio Young Hollywood Awards, na categoria Exciting New Face e esteve no filme Down to You, no qual fez uma personagem retrata a uma menina da faculdade predatória, sedutora e sexy; na comédia estavam também Freddie Prinze Jr. e Julia Stiles.
Em 2001 esteve na comédia Legally Blonde, ao lado de Reese Witherspoon, na qual interpretou uma estudante esnobe de direito formal. Selma também estrelou em vários dramas independentes como Kill Me Later e Storytelling. Mais tarde co-estrelou o filme Highway, com Jake Gyllenhaal e Jared Leto, uma história ambientada em 1994 que narra uma viagem para Seattle ao lado de três amigos que querem deixar seus problemas para trás. O filme foi lançado direto em DVD no início de 2002.
Pouco depois, Selma apareceu na comédia The Sweetest Thing ao lado de Cameron Diaz e Christina Applegate, para o qual foi indicada novamente ao prêmio Teen Choice Awards, desta vez para melhor atriz em comédia. Também fez uma participação especial em um episódio da série Friends.
Ao mesmo tempo, Selma Blair apareceu na capa da revista Rolling Stone em 25 de abril de 2002.
No início de 2003 Selma apareceu na comédia romântica, A Guy Thing com Jason Lee e Julia Stiles. Mais tarde, apareceu em vários papéis coadjuvantes, como Coast to Coast, filme para a televisão com Judy Davis, e o filme de ação Dallas 362.
Em 2004 interpretou Liz Sherman, uma humama pirocinética no filme Hellboy, baseado na história em quadrinhos homônima. Mais tarde, ela assumiu o papel titular do Telefilme, DeMarco Affairs.
Em 2005 esteve no filme The Deal, juntamente com Christian Slater, e apareceu em um papel coadjuvante na comédia de humor negro Pretty Persuasion, Em seguida estrelou The Fog, em que fez seu próprio dublê. O filme estreou em primeiro lugar, em sua semana de estréia nos Estados Unidos e Canadá. Também é estrela do curta-metragem The Big Empty produzido por George Clooney, que fala sobre uma condição médica incomum.
Em 2007 assumiu o papel principal do filme Purple Violets, uma comédia romântica, ao lado de Patrick Wilson e Debra Messing, que foi lançada no Festival de Cinema de TriBeCa e o primeiro filme a estrear na iTunes Store, Interpretou uma escritora solitário que se apaixona por seu amor de infância. Em seguida, ela apareceu no filme de suspense WΔZ com Stellan Skarsgård, e apareceu em Feast of Love, de 2007, com Greg Kinnear e Morgan Freeman, interpretando uma mulher cansada de ser ignorada em seu casamento.
Blair foi incluída na lista da revista People em 2007.
Em 2008 voltou a interpretar Liz Sherman em Hellboy II: The Golden Army; na sequência sua personagem se tornou muito mais influente na trama do filme, e foi indicada para o Scream Awards de melhor atriz em programa de TV ou filme de fantasia. O filme ficou em primeiro lugar nas bilheterias nos Estados Unidos, Canadá e muitos outros países.
No mesmo ano esteve no filme The Poker House, ao lado de Jennifer Lawrence; o filme, baseado em fatos reais e que se passa em 1976, recebeu avaliações favoráveis dos críticos. Selma também trabalhou com Antonio Banderas e Meg Ryan na comédia, My Mom's New Boyfriend, onde interpretou uma detetive do FBI.
Blair foi incluída na lista das 50 mulheres mais glamourosas de 2008, da revista Glamour.
De 2008 a 2009 Selma assumiu o papel principal na série de TV Kath & Kim, baseada na série de televisão australiana do mesmo nome. A série fala sobre uma mãe e filha obcecados com a cultura da celebridade. Selma é Kim, uma jovem absorvida suburbana que é forçada a reavaliar sua relação com sua mãe.
Selma também apareceu com Rainn Wilson cantando uma canção de Natal, para uma campanha de comerciais.
Em 2009, ela voltou ao palco e assumir o papel principal como Kayleen em Gruesome Playground Injuries, que teve sua estréia em Houston. O trabalho fala sobre o porquê das pessoas se machucarem emocionalmente e fisicamente para conquistar o amor e atenção. A peça foi estreada com críticas positivas no Texas.
Blair também apareceu no filme The Family Tree como a professora Sra. Delbo, que foi oficialmente lançado nos cinemas dos EUA em 26 de agosto de 2011.

### Filmes independentes e trabalhos na televisão (2010-presente)

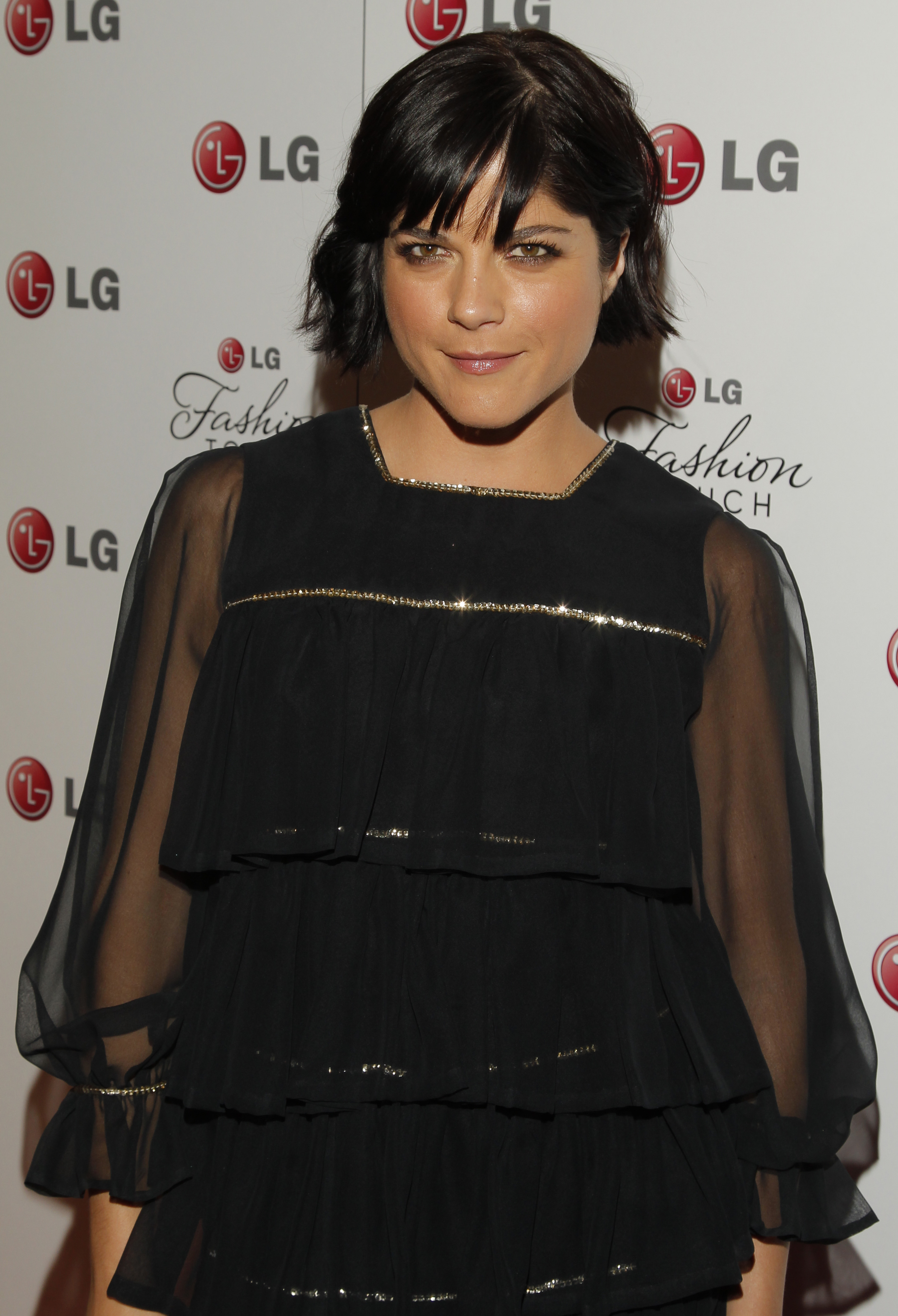
Blair em maio de 2010.

Em 2010, ela apareceu ao lado de Elijah Wood, no videoclipe da banda Danko Jones. Participou de dois episódios da série Web Therapy, e do filme Columbus Circle ao lado de Amy Smart, ela retratou uma herdeira que é trazida cara a cara com seus medos, quando um detetive aparece para investigar um homicídio. Blair promoveu o filme em sua estréia no mercado em 3 de novembro de 2011 na American Film Market, que teve lugar em Santa Mônica, Califórnia. O filme está disponível em Blu-ray desde 6 de março de 2012.
Selma participou da dublagem de um documentário sobre o Holocausto chamado O Diário de Anne Frank, em formato audiobook. para o qual foi indicada ao Grammy Award em 2011.
Em 2011 Selma apareceu como estrela convidada no episódio "Blunderbuss" da série de TV Portlandia. Recentemente filmou o curta-metragem Animal Love, que estreou no Palm Springs International Film Festival, e também participou de The Break-In, dirigido por Jaime King.
Também atuou no filme Dark Horse, com Christopher Walken e Mia Farrow, onde interpreta uma mulher imatura e conturbada no desenvolvimento de presos em busca de sucesso. Blair promoveu o filme em sua estréia mundial no Festival de Cinema de Veneza em 5 setembro de 2011, e também no Festival Internacional de Cinema de Toronto em 11 de setembro. O filme está previsto para estrear no mercado em novembro de 2011 no American Film Market, que terá lugar em Santa Mônica, Califórnia.
Em 2012, Blair foi confirmada como a protagonista ao lado  de Charlie Sheen, na nova série de comédia Anger Management, que já foi vendido para muitos países ao redor do mundo, ela interpretará terapeuta de Sheen, Kate, uma personagem descrita como bela e neurótica. Anger Management bateu recorde de audiência em sua estréia, com 5,74 milhões de telespectadores e foi classificado como a estréia de seriado mais assistido na história da TV a cabo.
Blair deixou o show, quando ela estava gravando a segunda temporada, devido a divergências com Sheen, de acordo com o Daily News, ela afirmou: "Charlie era uma ameaça para trabalhar - ele está atrasado o tempo todo e tem uma ética de trabalho de má qualidade". Depois de um desentendimento com Sheen, ela foi oficialmente demitida do seriado no dia 18 de junho de 2013. De acordo com a CNN, a LionsGate comentou sobre a saída de Blair: "Estamos confirmando que Selma Blair não vai voltar a 'Anger Management' e desejamos a ela o melhor".
Blair estrelou o curta-metragem Slideshow of Wieners: A Love Story, uma comédia sátira sobre as pessoas loucas na web e também conta a história de uma jovem mulher.
Blair emprestou sua voz para a série animada Out There. Ela fez uma participação na série de TV Comedy Bang! Bang!.
Blair protagonizou o filme Four Saints, que é baseado no romance "Angels in Flanders", ela interpreta uma enfermeira que dirigia um posto médico na Frente Ocidental.  Ela também vai assumir a liderança no thriller Polar Seasons, escrito e dirigido por Jaime King.
Blair está no filme Sex, Death And Bowling, ao lado de Adrian Grenier e Bailey Chase. O filme começou a ser filmado em outubro de 2013 em Los Angeles, Califórnia. O filme é dirigido e produzido por Ally Walker.
Em 22 de abril de 2014, Blair foi lançada como Joanna na série Really, ao lado de Sarah Chalke. O seriado de TV é sobre a vida complicada de um grupo de amigos na casa dos trinta.

### Vida pessoal
Selma se casou com Ahmet Zappa em janeiro de 2004, em Beverly Hills, Califórnia. Em junho de 2006 pediu o divórcio no Tribunal Superior de Los Angeles alegando diferenças irreconciliáveis.
Blair é conhecida pelo seu estilo e a sua tendência na moda, além de suas mudanças radical no penteado, ela é sempre convidada a participar da New York Fashion Week e outros eventos de moda.
Blair gosta bastante de animais e tem praticado equitação desde os 17 anos; Wink, seu cão desde o início da sua carreira na indústria da atuação, morreu em fevereiro de 2011. Ela também recolhe fotografias de preto e branco de Patinagem no gelo.
Em 2010, Blair começou a namorar o estilista Jason Bleick, com quem teve seu primeiro filho, Arthur Saint Bleick, que nasceu em 25 de julho de 2011. Em setembro de 2012, o casal anuncia a separação.
Em Outubro de 2018 revelou que sofre de Esclerose múltipla.

## Filmografia
| Cinema | Cinema                             | Cinema                                             | Cinema                           | Cinema         |
| ------ | ---------------------------------- | -------------------------------------------------- | -------------------------------- | -------------- |
| Ano    | Título do Filme                    | Título em Português                                | Personagem                       | Nota           |
| 1996   | The Broccoli Theory                |                                                    | Vendedora de pretzels            | Não Creditado  |
| 1996   | Brain Candy                        |                                                    | Menina em show de rock           | Não Creditado  |
| 1997   | Amazon High                        |                                                    | Cyane                            | Telefilme      |
| 1997   | In & Out                           | br: Será Que Ele É? / pt: Dentro e Fora            | Prima Linda                      |                |
| 1997   | Scream 2                           | br: Pânico 2 / pt: Gritos 2                        | Amiga de Cici no telefone        | Não creditado  |
| 1997   | Two in the Morning                 |                                                    | Shea (curta)                     | curta          |
| 1997   | Strong Island Boys                 |                                                    | Tara                             |                |
| 1997   | Gone Again                         |                                                    | Ayla (curta)                     | curta          |
| 1997   | Arresting Gena                     |                                                    | Mulher drogada                   | Não creditado  |
| 1998   | No Laughing Matter                 |                                                    | Lauren Winslow (telefilme)       | Telefilme      |
| 1998   | Girl                               |                                                    | Darcy                            |                |
| 1998   | Can't Hardly Wait                  | br: Mal Posso Esperar                              | Garota cantada pelo Mike         | Não creditado  |
| 1998   | Debutante                          |                                                    | Nan (curta)                      | curta          |
| 1998   | Brown's Requiem                    |                                                    | Jane                             |                |
| 1999   | Cruel Intentions                   | br: Segundas Intenções / pt: Estranhas Ligações    | Cecile Caldwell                  |                |
| 2000   | Down to You                        | br: Louco por Você / pt: Doido por Ti              | Cyrus                            |                |
| 2001   | Kill Me Later                      | br: Mate me Depois                                 | Shawn Holloway                   |                |
| 2001   | Storytelling                       |                                                    | Vi                               |                |
| 2001   | Legally Blonde                     | br: Legalmente Loira                               | Vivian Kensington                |                |
| 2002   | Highway                            | br: Fuga Desenfreada / pt: Estrada Interminável    | Cassie                           |                |
| 2002   | The Sweetest Thing                 | br: Tudo Pra Ficar com Ele / pt: A Coisa Mais Doce | Jane Burns                       |                |
| 2003   | Coast to Coast                     | br: De Costa a Costa                               | Stacey Pierce                    | Telefilme      |
| 2003   | A Guy Thing                        | br: Louco por Elas / pt: Coisas d'Homem            | Karen Cooper                     |                |
| 2003   | Dallas 362                         |                                                    | Peg                              |                |
| 2004   | Hellboy                            |                                                    | Liz Sherman                      |                |
| 2004   | A Dirty Shame                      |                                                    | Caprice Stickles / Ursula Udders |                |
| 2004   | In Good Company                    | br: Em Boa Companhia / pt: Uma Boa Companhia       | Kimberly                         |                |
| 2004   | DeMarco Affairs                    |                                                    | Kate DeMarco                     | Telefilme      |
| 2005   | Pretty Persuasion                  | br: Garotas Malvadas                               | Grace Anderson                   |                |
| 2005   | The Deal                           |                                                    | Abbey Gallagher                  |                |
| 2005   | The Fog                            | br: A Névoa / pt: O Nevoeiro                       | Stevie Wayne                     |                |
| 2005   | The Big Empty                      |                                                    | Alice (curta)                    | curta          |
| 2006   | The Alibi                          |                                                    | Adelle                           |                |
| 2006   | The Night of the White Pants       |                                                    | Beth Hagan                       |                |
| 2006   | Hellboy: Sword of Storms           | br: Hellboy: Espada das Tempestades                | Liz Sherman                      | Voz, Telefilme |
| 2007   | Hellboy: Blood and Iron            | br: Hellboy: Blood & Iron                          | Liz Sherman                      | Voz, Telefilme |
| 2007   | Purple Violets                     |                                                    | Patti Petalson                   |                |
| 2007   | WΔZ                                |                                                    | Jean Lerner                      |                |
| 2007   | Feast of Love                      | br: Banquete do Amor / pt: O Banquete do Amor      | Kathryn Smith                    |                |
| 2008   | My Mom's New Boyfriend             | br: Mais do Que Você Imagina                       | Emily Lott                       |                |
| 2008   | The Poker House                    |                                                    | Sarah                            |                |
| 2008   | Hellboy II: The Golden Army        | br: Hellboy II: O Exército Dourado                 | Liz Sherman                      |                |
| 2009   | The Family Tree                    | br: Uma Família Nada Comum                         | Sra. Delbo                       |                |
| 2010   | Full of Regret                     |                                                    | Katt                             | curta          |
| 2011   | Animal Love                        |                                                    | Alazão                           | curta          |
| 2011   | The Break-In                       |                                                    | Beverly (curta)                  | curta          |
| 2011   | Dark Horse                         |                                                    | Miranda                          |                |
| 2012   | Columbus Circle                    |                                                    | Abigail                          |                |
| 2012   | In Their Skin                      |                                                    | Mary Hughes                      |                |
| 2012   | Slideshow of Wieners: A Love Story |                                                    | Becca                            | curta          |
| 2012   | The Woman for Mitt Romney          |                                                    | Caroline (curta)                 | curta          |
| 2019   | After                              | After                                              | Carol Young                      | Longa-metragem |

| Série | Série                                             | Série                       | Série                                                  |
| ----- | ------------------------------------------------- | --------------------------- | ------------------------------------------------------ |
| Ano   | Título                                            | Personagem                  | Nota                                                   |
| 1995  | The Adventures of Pete & Pete                     | Penelope Ghiruto            | episódio: "Das Bus"                                    |
| 1997  | Soldier of Fortune, Inc.                          | Tish August                 | episódio: "La Mano Negra"                              |
| 1998  | Getting Personal                                  | Recepcionista               | episódio: "Piloto"                                     |
| 1998  | Promised Land                                     | Carla Braver                | episódio: "Designated Driver"                          |
| 1999  | Zoe, Duncan, Jack and Jane                        | Zoe Bean                    | 24 episódios (1999-2000)                               |
| 2000  | Xena: Warrior Princess                            | Cyane                       | episódio: "Lifeblood"                                  |
| 2002  | Friends                                           | Wendy                       | episódio: "The One with Christmas in Tulsa"            |
| 2008  | Kath & Kim                                        | Kim Day                     | 17 episódios (2008-2009)                               |
| 2010  | Project Runway                                    | Ela Mesma (juíza convidada) | 2 episódios                                            |
| 2010  | Tommy's Little Girl                               | Advogada                    | episódio: "Piloto"                                     |
| 2010  | Web Therapy                                       | Tammy Hines                 | 3 episódios                                            |
| 2011  | Portlandia                                        | Frannie Walker              | episódio: "Blunderbuss"                                |
| 2012  | Web Therapy                                       | Tammy Hines                 | 2 episódios                                            |
| 2012  | Anger Management                                  | Dr. Kate Wales              | 54 episódios (2012-2014)                               |
| 2013  | Out There                                         | Destiny / Larry (voz)       | 2 episódios                                            |
| 2013  | Comedy Bang! Bang!                                | Cyber Girl                  | episódio: "Andy Samberg Wears a Plaid Shirt & Glasses" |
| 2014  | Really                                            | Joanna                      |                                                        |
| 2016  | American Crime Story: The People v. O. J. Simpson | Kris Jenner                 |                                                        |
| 2018  | Lost in Space                                     | Jessica Harris              | Episódio: "Infestation"                                |
| 2019  | Another Life                                      | Harper Glass                |                                                        |

### Prêmios e indicações
|      |                          |           |                                                     |                                                       |
| Ano  | Prêmio                   | Resultado | Categoria                                           | Título do trabalho                                    |
| 1999 | Teen Choice Awards       | Indicada  | TV - Performance Breakout                           | Zoe, Duncan, Jack and Jane                            |
| 2000 | MTV Movie Awards         | Indicada  | Breakthrough Female Performance                     | Cruel Intentions                                      |
| 2000 | MTV Movie Awards         | Venceu    | Melhor beijo                                        | Cruel Intentions (dividido com Sarah Michelle Gellar) |
| 2000 | Young Hollywood Awards   | Venceu    | Exciting New Face - Feminino                        |                                                       |
| 2002 | Teen Choice Awards       | Indicada  | Melhor atriz em comédia                             | The Sweetest Thing                                    |
| 2002 | Young Hollywood Awards   | Venceu    | Próxima geração                                     |                                                       |
| 2003 | DVD Exclusive Awards     | Indicada  | Melhor atriz                                        | Highway                                               |
| 2005 | Fangoria Chainsaw Awards | Indicada  | Melhor atriz coadjuvante                            | Hellboy                                               |
| 2008 | Scream Awards            | Indicada  | Melhor atriz em programa de TV ou filme de fantasia | Hellboy II: The Golden Army                           |
| 2011 | Grammy Award             | Indicada  | Melhor Álbum Falado para Crianças                   | Diário de Anne Frank                                  |
| 2022 | BBC 100 Women 2022       | Nomeada   |                                                     |                                                       |